# Рязанская Одигитрия
Икона Божией Матери «Одигитрия» — древнерусская икона XIII века. Находится в собрании Рязанского историко-архитектурного музея-заповедника.
По преданию икона с изображением Богородицы Одигитрии была принесена в рязанские земли в начале XIII века (не позднее 1225 года) с Афона епископом Ефросином и хранилась вначале в Успенском соборе Рязани, а после разорения города ханом Батыем в Переславле-Рязанском.
В музейное собрание икона поступила из Рязанского епархиального древлехранилища. Реставрирована в 1989 году в ВХНРЦ имени академика И. Э. Грабаря реставратором Галиной Клоковой.

## Описание
Икона двусторонняя — на обороте равноапостольные Константин и Елена (живопись XVII века по наклеенной паволоке с записями XVIII–XIX веков).
В пользу датировки иконы XIII веком относятся ассист на одеждах Богомладенца, написанный аурипигментом и звезда на мафории Богородицы, написанная выполненной как бы из драгоценных камней, что соответствует иконам домонгольского периода.
На ликах Богородицы и Богомладенца многочисленные вставки подновительского левкаса. В ходе реставрации лик Богородицы был очищен от записей.
Первоначальный серебряный фон иконы не сохранился, его незначительные фрагменты есть вдоль правого плеча Богоматери и на нимбе Христа.